# Kinksize Session
Kinksize Session è il primo EP pubblicato in Gran Bretagna dal gruppo rock britannico The Kinks nel 1964, un mese prima del loro album di debutto.

## Storia
Tre delle quattro tracce furono incise nel corso di una sola seduta di registrazione (il 18 ottobre 1964) mentre invece I Gotta Go Now risale a una sessione del 23 settembre.
Negli Stati Uniti, i brani dell'EP furono inclusi nell'album Kinks-Size del 1965. La cover di Louie Louie dei Kingsmen venne inclusa nella raccolta Sunny Afternoon pubblicata in Europa nel 1967 ma le altre tracce rimasero indisponibili altrimenti. L'EP è stato ristampato in versione CD nel 1998 come parte del cofanetto box set che racchiude tutti gli EP della band. Tutte e quattro le canzoni sono inoltre state inserite come tracce bonus nella ristampa del 2004 dell'album Kinks.

## Tracce
- Tutti i brani sono opera di Ray Davies; eccetto dove indicato diversamente.

Lato 1
1. Louie Louie (Richard Berry)
2. I Gotta Go Now

Lato 2
1. Things Are Getting Better
2. I've Got That Feeling

## Formazione
- Ray Davies: voce e chitarra elettrica
- Dave Davies: chitarra elettrica
- Mick Avory: batteria e percussioni
- Pete Quaife: basso